# James Tassie
James Tassie, né le 15 juillet 1735 à Pollokshaws (en) près de Glasgow et mort le 1er juin 1799 à Londres, est un graveur écossais en pierre précieuses.

## Biographie
James Tassie naît le 15 juillet 1735 à Pollokshaws près de Glasgow.
Il entre en 1763 dans le laboratoire du médecin Henry Quin (en), invente avec lui une sorte de pâte d'émail blanc avec laquelle il imite un certain nombre de pierres précieuses et qui lui servent de matière pour des médaillons et camées. Ses meilleurs portraits en ce genre sont ceux d'Adam Smith et de plusieurs écossais éminents. La Scottissh National Portrait Gallery en possède une collection de cent cinquante. Il existe plusieurs catalogues des œuvres de cet artiste, auquel Catherine de Russie fait en 1783 une commande importante de gemmes, intailles et camées. Citons : A catalogue of impressions in Sculptur of antique and modern gems (1775); A descriptive catalogue of a general collection of ancient and modern engraved Gems (Londres, 1791, in-4). Son neveu, William (1777-1860), est aussi un graveur renommé en pierres précieuses.
James Tassie meurt le 1er juin 1799 à Londres.
Le Musée national des beaux-arts du Québec possède une intaille de cet artiste.